# Anton Hrodegh
Anton Hrodegh (* 28. Oktober 1875 in Schiltingeramt bei Langenlois; † 18. Juni 1926 in Gars am Kamp) war ein katholischer Pfarrer und in den letzten zehn Jahren seines Lebens auch ein Prähistoriker. 

## Leben
Anton Hrodegh studierte in seiner Freizeit bei Oswald Menghin, dem nachmaligen Ordinarius am Urgeschichtlichen Institut der Universität Wien, das Hauptfach Urgeschichte und promovierte am 21. Juli 1917. Die Grundlagen für seine Forschungs- und Veröffentlichungstätigkeit waren hauptsächlich die Aufsammlungen des Candidus Ponz, Reichsritter von Engelshofen ( Rosenburg) und von Johann Krahuletz (Eggenburg). Hrodegh war einer der Begründer des Kamptalmuseums der Stadt Langenlois, welches ihm auch zahlreiche Fundmaterialien verdankt. 
Durch seine rege Publikationstätigkeit (rund 30 Fach- und heimatkundliche Artikel), die sich fast nur auf das Waldviertel beschränkte, und durch zahlreiche Vorträge erlangte er seinerzeit einen großen Bekanntheitsgrad. Als Konservator des Bundesdenkmalamtes in Wien konnte er erfolgreich bei der ländlichen Bevölkerung in denkmalpflegerischer Sicht aufklärend wirken. Er war der Erste, der über die slawische Besiedlung des Waldviertels und insbesondere des Kamptales wissenschaftlich arbeitete. Seine diesbezüglichen Ergebnisse wusste er auch gegenüber nationalistischen Bestrebungen durchzusetzen.
Sein Hauptwerk ist die ein Jahr vor seinem Tod erschienene "Urgeschichte" des Waldviertels, in heimatkundlichen Kreisen heute noch ein Kultbuch. Hrodegh gilt als einer der Begründer der modernen Urgeschichtsforschung in Österreich. Seine Forschungsergebnisse zum Neolithikum und zum Frühmittelalter (Slawen) sind großteils noch aktuell.

## Werke
(Auswahl)
- Prähistorische Archaismen in unserem modernen Jägerlatein. Philos. Dissertation der Universität Wien 1916.
- Prähistorische Siedlung nächst der Ruine Schimmelsprung in Thunau bei Gars am Kamp. Wiener Prähistorische Zeitschrift III, 1916, S. 24ff.
- Der Hausberg in Schiltern. Mitteilungen der Anthropologischen Gesellschaft XLVIII, 1918, S. 9ff.
- Religiöse Primitiverscheinungen im oberen Schwarzatal. In: Zeitschrift für österreichische Volkskunde 24, 1918, S. 117ff.
- Die Urgeschichte des Kamptales mit spezieller Berücksichtigung von Gars und Umgebung. In: Julius Kiennast: Chronik des Marktes Gars in Niederösterreich. Gars 1920, S. 5ff.
- Der Koglberg (Freiberg) bei Zöbing. Eine neue urgeschichtliche Kamptalstation. Langenlois 1921.
- Über die neolithischen Idole des niederösterreichischen Manhartsgebietes. In: Mitteilungen der Anthropologischen Gesellschaft LIII, 1923, S. 197ff.
- Beitrag zur Vor- und Frühgeschichte des südlichen Waldviertels In: Österreichs Kunstschätze und Altertumsstätten. Wien o. J.
- Urgeschichte. Verlag E. Stepan, Wien 1925 (= Das Waldviertel, Bd. 2).